# آتانا (شهرستان آق‌سی)
آتانا (به لاتین: Atana) یک منطقهٔ مسکونی در قرقیزستان است که در استان جلال‌آباد واقع شده‌است. آتانا ۳٬۳۳۵ نفر جمعیت دارد و ۹۶۰ متر بالاتر از سطح دریا واقع شده‌است.